# Синтетична геометрия
Синтетичната геометрия (понякога наричана аксиоматична геометрия или дори чиста геометрия) е подход в геометрията, който разчита на аксиоматичния метод и инструментите, пряко свързани с него, например построенията с линийка и пергел. Той се разграничава от аналитичната и алгебричната геометрия, където геометричните проблеми се решават чрез алгебрични преобразувания, например чрез използване на координатни системи.
Геометрията, представена от Евклидовите „Елементи“, е типичният пример за използването на синтетичния метод. Това е и предпочитаният метод на Исак Нютон за решаване на геометрични задачи.

## Логически синтез
Процесът на логически синтез започва с някаква произволна, но определена отправна точка. Тази отправна точка е въвеждането на примитивни представи или примитиви и аксиоми за тези примитиви:
- Примитивите са най-основните идеи. Обикновено те включват както обекти, така и отношения. В геометрията обектите са неща като точки, линии и равнини, докато фундаментална връзка е тази на инцидента - на един обект, който се среща или се свързва с друг. Самите термини са неопределени. Хилберт веднъж отбеляза, че вместо точки, линии и равнини може също толкова добре да се говори за маси, столове и т.н., въпросът е, че примитивните термини са просто заместители и в синтетичната геометрия нямат присъщи свойства.
- Аксиомите са твърдения за тези примитиви; например всяка две точки се събират заедно само с една линия (т.е. че за всяка две точки има само една линия, която минава през двете). Аксиомите се приемат за верни и не са доказани. Те са градивните елементи на геометричните концепции, тъй като те определят свойствата, които имат примитивите.

От даден набор от аксиоми синтезът протича като внимателно изграден логически аргумент. Когато важен резултат се докаже строго, той се превръща в теорема.